# سمر سلام (2021)
سمر سلام 2021 (بالإنجليزية: SummerSlam (2021))‏ هوعرض مصارعة محترفة من فئة الدفع مقابل المشاهدة وهو العرض الرابع والثلاثين من سلسلة عروض السمر سلام. سيقام يوم الأحد 22 أغسطس 2021 في ملعب أليجانت في لاس فيغاس بولاية نيفادا الأمريكية.